# 1006
Початок Високого Середньовіччя •  Епоха вікінгів •  Золота доба ісламу •  Реконкіста •  Київська Русь

## Геополітична ситуація
Візантію очолює Василій II Болгаробійця. Генріх II є імператором Священної Римської імперії.
Королем Західного Франкського королівства є, принаймні формально, Роберт II Побожний.
Апеннінський півострів розділений між численними державами: північ належить Священній Римській імперії, середню частину займає Папська область, на південь від Римської області лежать невеликі незалежні герцогства, півдненна частина півострова належать Візантії. Південь Піренейського півострова займає Кордовський халіфат на чолі з Хішамом II. Північну частину півострова займають християнські королівство Леон (Астурія, Галісія), де править Альфонсо V, Наварра (Арагон, Кастилія) та Барселона.
Королівство Англія очолює Етельред Нерозумний.
У Київській Русі триває правління Володимира. У Польщі править Болеслав I Хоробрий. Перше Болгарське царство частково захоплене Візантією, в іншій частині править цар Самуїл. У Хорватії триває правління Крешиміра III та Гойслава. Королівство Угорщина очолює Стефан I.
Аббасидський халіфат очолює аль-Кадір, в Єгипті владу утримують Фатіміди, в Середній Азії — Караханіди, у Хорасані — Газневіди. У Китаї продовжується правління династії Сун. Значними державами Індії є Пала, Пратіхара, Чола. В Японії триває період Хей'ан.

## Події
- Київський князь Володимир Великий уклав нову торговельну угоду з Волзькою Булгарією.
- Імператор Священної Римської імперії Генріх II ліквідував ринок рабів у Мекленбурзі, останній у Західній Європі[1].
- Данські війська Свена Вилобородого знову напали на Англію.
- Газневіди придушили повстання в Пенджабі. Тим часом на Хорасан напали Караханіди й розграбували Балх і Нішапур.
- Вибух вулкана Мерапі на Яві призвів до падіння індуїстської держави Матарам.
- 1 травня в різних частинах світу (в Китаї, на Близькому Сході, в Європі) зареєстровано вибух наднової SN 1006, найпотужніший в історії людства.